# Psychotria bathieana
Psychotria bathieana är en måreväxtart som beskrevs av Aaron Paul Davis och Rafaël Herman Anna Govaerts. Psychotria bathieana ingår i släktet Psychotria och familjen måreväxter. Inga underarter finns listade i Catalogue of Life.